# Ignacio M. Altamirano
Ignacio M. Altamirano är en ort i Mexiko.   Den ligger i kommunen Gutiérrez Zamora och delstaten Veracruz, i den sydöstra delen av landet, 230 km nordost om huvudstaden Mexico City. Ignacio M. Altamirano ligger 40 meter över havet och antalet invånare är 704.
Terrängen runt Ignacio M. Altamirano är platt. Runt Ignacio M. Altamirano är det ganska glesbefolkat, med 32 invånare per kvadratkilometer. Närmaste större samhälle är Gutiérrez Zamora, 8,8 km nordost om Ignacio M. Altamirano. Omgivningarna runt Ignacio M. Altamirano är en mosaik av jordbruksmark och naturlig växtlighet.